# Jan Chranicki
Jan Chranicki (ur. 3 lutego 1906 w Krakowie, zm. 11 maja 1976 w Gdańsku) – polski historyk sztuki i muzealnik, znawca rzemiosła artystycznego. Pierwszy dyrektor Muzeum Narodowego w Gdańsku (1948-1970).

## Życiorys
Wychował się w Krakowie. Absolwent historii sztuki na Uniwersytecie Jagiellońskim w Krakowie. Po ukończeniu studiów do wybuchu II wojny światowej był kustoszem w Muzeum Narodowym we Lwowie. Po wojnie został przesiedlony do Gdańska gdzie w 1946 rozpoczął prace przy organizacji nowego muzeum będącego kontynuacją Muzeum Miejskiego (Stadtmuseum). W 1948 został powołany przez ówczesnego ministra kultury Włodzimierza Sokorskiego na stanowisko dyrektora Muzeum Narodowego w Gdańsku. Funkcję dyrektora pełnił przez 22 lata do przejścia na emeryturę w 1970. Pod dyrekcją Chranickiego przeprowadzono kompleksową odbudowę gmachu głównego MNG. Przewodził także rewindykacji zbiorów zagrabionych podczas wojny, dzięki jego staraniom wrócił do Gdańska majestatyczny obraz Hansa Memlinga, Sąd Ostateczny. Jan Chranicki doprowadził także do rozbudowy struktury muzeum o nowe oddziały. W Pałacu Opatów w Oliwie doprowadził do otwarcia Oddziału Sztuki Nowoczesnej, zaś w dawnym Spichlerzu Opackim razem z Longinem Malickim doprowadził do powstania Oddziału Etnografii. W 1953 powołał Oddział Archeologiczny którego kierownikiem został Leon Jan Łuka, zaś w 1960 Oddział Morski kierowany przez Przemysława Smolarka. Oba wspomniane oddziały w 1962 stały się samodzielnymi instytucjami (Muzeum Archeologiczne w Gdańsku i Narodowe Muzeum Morskie w Gdańsku).
Był członkiem ICOM.

## Odznaczenia
- Złoty Krzyż Zasługi (1954)
- Krzyż Oficerski Orderu Odrodzenia Polski
- Odznaka honorowa „Zasłużonym Ziemi Gdańskiej” (1971)
- Złota Odznaka „Za opiekę nad zabytkami”
- Odznaka „Zasłużony Działacz Kultury”